# Stadio Léon Bollée
Lo stadio Léon Bollée (fr. stade Léon-Bollée ) è il principale stadio di calcio della città di Le Mans, in Francia.
Lo stadio è stato utilizzato fino al 2011, anno in cui la squadra si è trasferita alla MMArena, presso il circuito della città dove si corre la famosa 24 ore di Le Mans.
Il nome dello stadio è in onore di Léon Bollée, pioniere dell'automobilismo e inventore francese della fine XIX secolo inizio XX secolo. Lo stadio è stato inaugurato nuovamente nel 1988 e ristrutturato nel 2004 per l'ingresso della squadra di Le Mans nella prima divisione francese.